# Arbelodes
Arbelodes là một chi bướm đêm thuộc họ Metarbelidae. Loài này có ở châu Phi Hạ Sahara.

## Loài
Có 23 loài được công nhận:
- Arbelodes agassizi  Lehmann, 2010
- Arbelodes albitorquata  (Hampson, 1910)
- Arbelodes claudiae  Lehmann, 2010
- Arbelodes collaris Aurivillius, 1921
- Arbelodes deprinsi  Lehmann, 2010
- Arbelodes dicksoni  Lehmann, 2010
- Arbelodes dupreezi  Lehmann, 2010
- Arbelodes flavicolor  (Janse, 1925)
- Arbelodes franziskae  Lehmann, 2010
- Arbelodes goellnerae Mey, 2012
- Arbelodes griseata Janse, 1925
- Arbelodes haberlandorum  Lehmann, 2010
- Arbelodes heringi  (Janse, 1930)
- Arbelodes iridescens  (Janse, 1925)
- Arbelodes kroonae  Lehmann, 2007
- Arbelodes kruegeri  Lehmann, 2010
- Arbelodes meridialis  Karsch, 1896 (= Arbelodes meridionalis von Dalla Torre & Strand, 1923)
- Arbelodes mondeensis  Lehmann, 2010
- Arbelodes prochesi  Lehmann, 2010
- Arbelodes sebelensis  Lehmann, 2010
- Arbelodes shimonii  Lehmann, 2010
- Arbelodes sticticosta  (Hampson, 1910)
- Arbelodes varii  Lehmann, 2010